# Runenstein von Åby

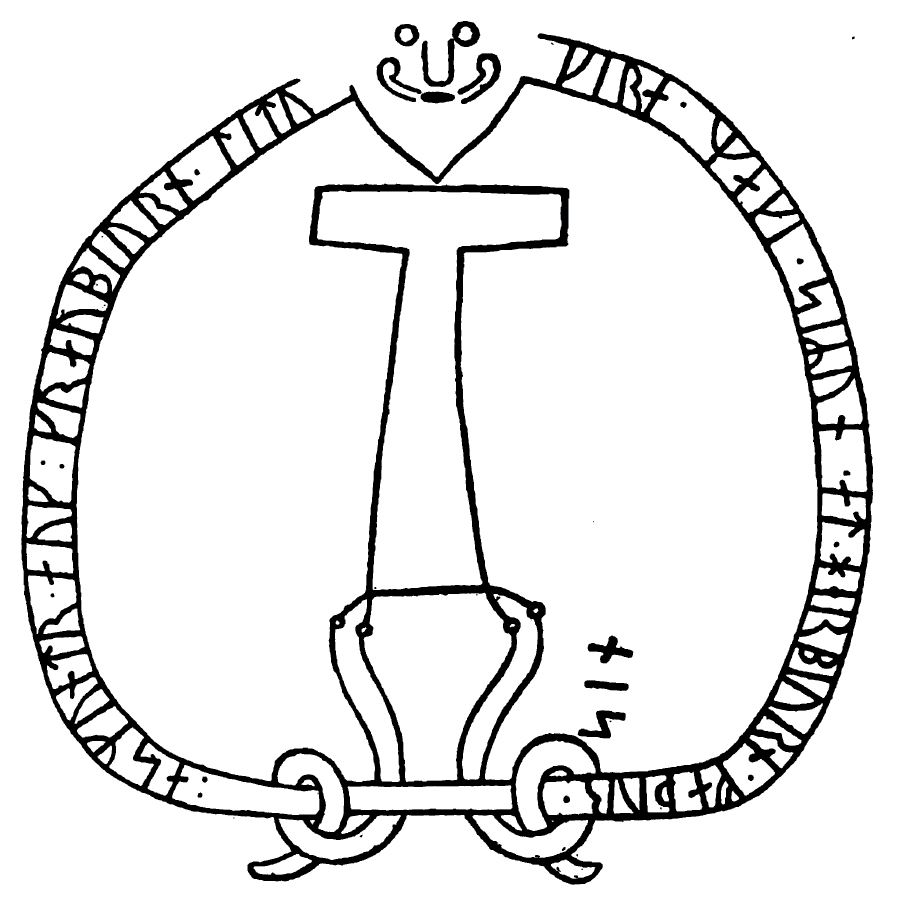
Zeichnung des Runensteins von Åby

Der Runenstein von Åby (Samnordisk runtextdatabas Sö 86) ist ein Runenblock aus der  Wikingerzeit in Södra Åby bei Alberga, westlich von Eskilstuna in Södermanland in Schweden.

## Beschreibung
Der Stein wurde Ende des 19. Jahrhunderts als „Skrivarsten“ bezeichnet und besteht aus einem etwa 5,2 × 3,5 Meter messenden, 2,0 Meter hohen Block aus rötlichem Granit. Die Ritzung befindet sich an der Ostseite und misst etwa 180 × 160 cm. Die Runenhöhe beträgt 7 bis 9 cm. Die Ritzung im Schlangenband im jüngeren Futhark umschließt einen Thorshammer, der von zwei kleinen Schlangen gestützt wird und zeigt oben wahrscheinlich eine Thorsmaske.
Thorshämmer wurden in Schweden und Dänemark auf mehreren Runensteinen verwendet, möglicherweise als heidnische Reaktion auf die Verwendung des Kreuzes. Andere überlebende Runensteine oder Inschriften, die einen Thorshammer zeigen, sind in Schweden u. a. die Runensteine U 1161 in Altuna, Sö 111 in Stenkvista, Sö 140 von Jursta, Vg 113 in Lärkegapet, Öl 1 in Karlevi und DR 331 heute in Lund (Schonen) und in Dänemark die Steine DR 26 in Læborg, DR 48 in Hanning und DR 120 in Spentrup.

## Inschrift
Übertragung der Runenschrift in lateinische Schrift
: asmuhtr : auk : fraybiurn * litu kera : meki * siRun * at * herbiurn * faþur : sin
Übertragung ins Altnordische
Ásmundr ok Frøybjorn létu gæra mæ[r]ki sírún at Hærbiorn, faður sinn.
Übersetzung
„Asmundr und Freybjörn ließen ein Denkmal mit Siegerrunen machen für Herbjörn, ihren Vater.“